# Milton Casco
Milton Óscar Casco (María Grande, 11 april 1988) is een Argentijns voetballer die doorgaans als linksback speelt. Hij verruilde Newell's Old Boys in september 2015 voor River Plate. Casco debuteerde in 2015 in het Argentijns voetbalelftal.

## Clubcarrière
Casco is afkomstig uit de jeugdopleiding van Gimnasia La Plata. Op 13 juni 2009 debuteerde hij in de Argentijnse Primera División tegen CA Colón. In zijn periode bij Gimnasia La Plata speelde de linksachter vijftig competitiewedstrijden voor het eerste elftal. In 2012 werd hij getransfereerd naar Newell's Old Boys. Op 21 augustus 2012 debuteerde hij voor zijn nieuwe club tegen San Martín de San Juan. Op 28 april 2013 maakte Casco zijn eerste doelpunt voor Newell's Old Boys in de competitiewedstrijd tegen Racing Club.

## Interlandcarrière
Op 27 mei 2015 werd Casco opgeroepen door Argentijns bondscoach Gerardo Martino voor de Copa América 2015 in Chili. In de selectie van 23 spelers waren hij en Fernando Gago (Boca Juniors) de enige Argentijnen die onder contract stonden bij een club in het thuisland; alle overige spelers speelden in Europese competities. Casco maakte zijn debuut in het Argentijns voetbalelftal op 6 juni in een oefeninterland tegen Bolivia (5–0 winst), door na 61 minuten speeltijd in te vallen voor Facundo Roncaglia.

## Erelijst
| Competitie   | Winnaar    | Winnaar    | Runner-up  | Runner-up  | Derde      | Derde      |
| Competitie   | Aantal     | Jaren      | Aantal     | Jaren      | Aantal     | Jaren      |
| Argentinië   | Argentinië | Argentinië | Argentinië | Argentinië | Argentinië | Argentinië |
| ------------ | ---------- | ---------- | ---------- | ---------- | ---------- | ---------- |
| Copa América |            |            |            |            | 1x         | 2019       |